# Cymbidium parishii
Cymbidium parishii är en orkidéart som beskrevs av Heinrich Gustav Reichenbach. Cymbidium parishii ingår i släktet Cymbidium, och familjen orkidéer. Inga underarter finns listade i Catalogue of Life.

## Bildgalleri

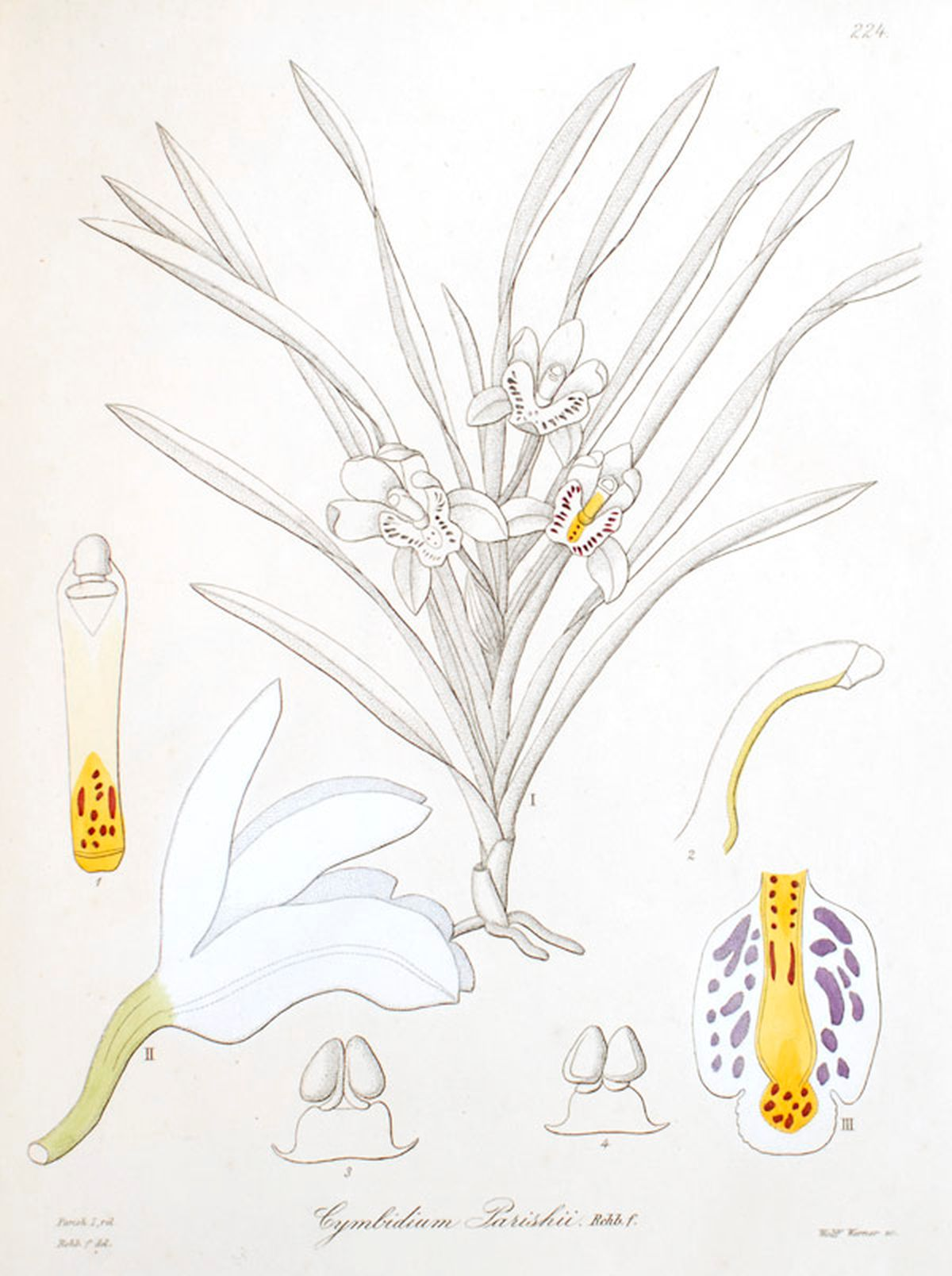